# حساب التفاضل والتكامل متعدد المتغيرات

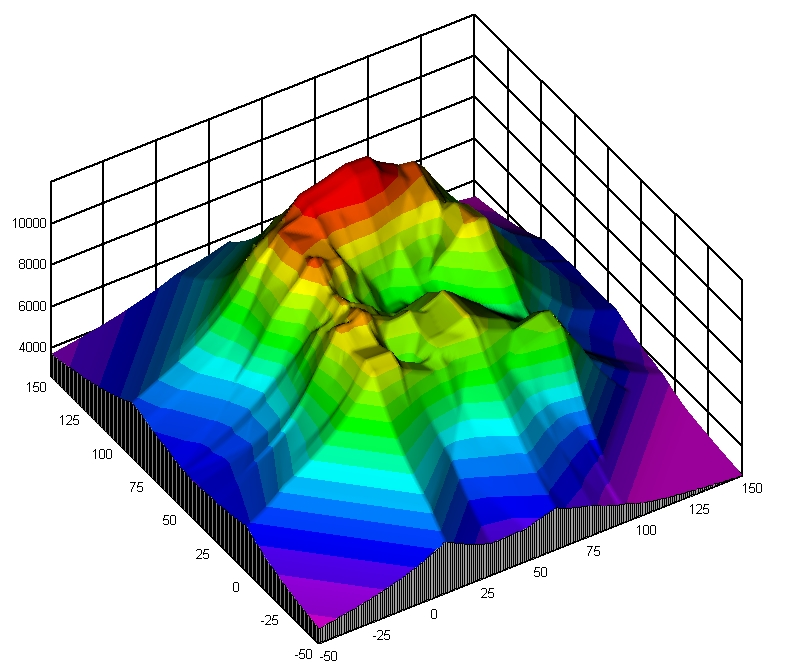

حساب التفاضل والتكامل متعدد المتغيرات (بالإنجليزية: Multivariable calculus)‏ أو يسمى تفاضل متعدد المتحولات (بالإنجليزية: multivariate calculus)‏
هو امتداد لحساب التفاضل والتكامل في متغير واحد لحساب التفاضل والتكامل في أكثر من متغير واحد. له وظائف متميزة ومتكاملة تنطوي على متغيرات متعددة، بدلا من متغير واحد فقط.

## تطبيقات
وتستخدم تقنيات حساب التفاضل والتكامل متعدد المتغيرات لدراسة العديد من الاشكال في العالم المادي. على وجه الخصوص. ويمكن تطبيق حساب التفاضل والتكامل متعدد المتغيرات لتحليل النظم القطعية التي لديها عدة درجات من الحرية.
وغالبا ما تستخدم دالات المتغيرات المستقلة لكل من درجات الحرية أو المرونة في تصميم نموذج لهذه الأنظمة، وحساب التفاضل والتكامل متعدد المتغيرات يوفر أدوات لوصف دينامكيات النظام.
يستخدم حساب التفاضل والتكامل متعدد المتغيرات في كثير من ميادين العلوم الطبيعية والاجتماعية والهندسية لنمذجة ودراسة الأنظمة ذات الأبعاد ألعالية التي تكون حتمية السلوك.
ويمكن دراسة النظم حتمية السلوك (أو غير القطعية) و النظم العشوائية باستخدام أنواع مختلفة من الرياضيات، مثل حساب التفاضل والتكامل العشوائي.